# Benjamin Siegrist
Benjamin Kevin Siegrist (Therwil, 31 de janeiro de 1992) é um futebolista profissional suíço que atua como goleiro. Atualmente, defende o Genoa, emprestado pelo Rapid Bucareste.

## Carreira
Benjamin Siegrist fez parte do elenco da Seleção Suíça de Futebol da Olimpíadas de 2012.